# Elroy Turner
Elroy Turner, född 28 januari 1951, är en antiguansk och barbudansk friidrottare. Han deltog vid olympiska sommarspelen 1976.